# Маляренко Фелікс Васильович
Маляренко Фелікс Васильович (2 лютого 1951 — 29 жовтня 2020) — російський поет і прозаїк, автор творів для дітей та юнацтва. Голова Саратівського регіонального відділення Російської спілки письменників з 2017 по 2019 рік.

## Біографія
Народився 2 лютого 1951 року в Біробіджані в сім'ї робітничого заводу «Дальсельмаш», учасника німецько-радянської війни Василя Петровича Маляренка. Мати, Поліна Йосипівна (до шлюбу Новак), працювала продавцем. Закінчив чотири класи в середній школі № 2 і в 1962 році вступив до Уссурійського суворівського військового училища . З 1969 по 1974 рік навчався у Військовій академії хімічного захисту у Саратові . Учасник ліквідації аварії на Чорнобильській АЕС . З 2017 до 2019 року обіймав посаду голови Саратівського регіонального відділення Російської спілки письменників .
Веде громадську діяльність, проводить творчі зустрічі зі школярами Саратова . Виїжджає на літературні зустрічі та фестивалі, бере участь у книжкових виставках, ярмарках та літературних преміях. У червні 2019 року брав участь у книжковій виставці «Червона площа» у Москві, де в інтерактивно-ігровій формі провів презентацію книги «Казки про шкідливих дівчаток» .
За книгами автора створено більше двох десятків настільних ігор для дітей та дорослих . Саратівською співачкою Владиславою Оксютою виконані пісні на вірші Маляренка (муз. Сергія Панкратова) .
Член Міжнародної Спілки письменників імені святих Кирила та Мефодія (Болгарія), член редакційної ради МСП, куди також входять професор Шуменського університету Івайло Петров, Лола Звонарьова .
У 2014 і 2017 роках входив до десятки дитячих письменників, що найбільше купуються в Росії. Загальний тираж його книг за всі роки становив майже три мільйони екз.
Підполковник у відставці, одружений, троє дітей.

## Творчість
Творчий шлях розпочав у середині 1980-х років з історій, що увійшли до книги оповідань «Вовка Булкін з шостого „Б“» (1986). Автор публікацій в «Учительській газеті», «Червоній зірці», "Піонерській правді ", журналах «Радянська жінка», «Миша», передач на радіо. 1991 року вийшла детективна повість для дітей «Строкаті метелики».
Спогади про навчання в суворовському училищі лягли в основу повісті «Суворовець Соболєв, стати в стрій!» . Книга готувалася до випуску в "Детгізі ", були зроблені ілюстрації, але звалився Радянський Союз, звалилися видавнича система . У дещо відредагованому вигляді книга вийшла лише 2013 року.
Чотири п'єси: «Хто вкрав День народження?», «Казки про дівчиськ-шкідниць», «Повелитель мильних бульбашок» та «Останні пригоди Кота в чоботях» були спродюсовані автором і поставлені в дитячому музичному театрі «Задира», де вони йшли з 2011 по 2014 . «Хто вкрав День народження?» і «Казки про дівчиськ-шкідниць» були записані на диски. П'єса «Хто вкрав День народження?» 2016 року йшла також у Російському драматичному театрі ім. М. Горького у Махачкалі.
У «Літературному альманасі. Випуск 1», що вийшов у 2017 році в рамках проекту «Письменники землі Саратовської», було опубліковано два оповідання Маляренка: «Мозолі» та «А ви чувак, товаришу капітан» .
Книга віршів «Абетка Біробіджана» (2017) стала подарунком для малої батьківщини автора — Біробіджана . Маляренко також видав книгу на згадку про найстарішого журналіста Єврейської автономної області Ніну Миколаївну Філіпкіну. У ній зібрані вірші, переклади, цикл нарисів «Золоте пір'я Біробіджана» — про письменників і поетів, які залишили свій слід в історії міста та області .
У 2018 році розпочав співпрацю з московським видавництвом «Апріорі-прес», де випустив книги «Дай лапу, людина», «Казка про Машу та манну кашу», «Ось такі свинки», «Казки про свинок» та «Казки про шкідливих дівчат».
У 2020 році Фелікс Маляренко стає одним із автором московського видавництва «РуДа». Його книги «Літаючий кішкозавр Мітька», «Оберіг рудого розбійника», «Нові Казки про шкідливих дівчаток» та «Принцеса Ізольда та її ляльки» вийшли у серії «Скринька самоцвітів».

## Нагороди
- Медаль «За порятунок загиблих» за ліквідацію наслідків аварії на Чорнобильська АЕС[джерело?]
- Диплом та пам'ятна медаль від Московської обласної Думи за великий внесок у дитячу літературу на фестивалі «Образ Криму» та добірку віршів про кримські міста[26][27]
- Гран-прі у номінації «Дитяча література» Х Міжнародного літературно-мистецького фестивалю «Російські міфи»[28]
- Лауреат (2 місце) IV міжнародного літературно-музичного Фестивалю у м. Саки «Інтелігентний сезон» (номінація «Поезія для дітей»)[29]
- Лауреат (1 місце у номінації «Дитяча література»), диплом 1 ступеня Міжнародного літературного конкурсу «Слов'янське слово» ім. Бориса Априлова[30]
- Лауреат (1 місце) за участь у Літературному конкурсі у рамках проведення виставки «Книжковий бульвар Севастополя»[31][32]

## Вибрана бібліографія
Проза
- «Вісник 1 роти» (22 випуск УСВУ) — Уссурійськ. 2009.
- «Вовка Булкін з 6 „Б“» — Саратов: Приволзьке книжкове видавництво, 1986
- «Строкаті метелики» — Саратов: Приволзьке вид-во «Дитяча книга». 1992., — с. 221.
- Хто вкрав День народження? // аудіокнига. — Саратов: Музилка. 2011 року.
- «Суворовець Соболєв, стати в стрій!» — Саратов: Задира-плюс, 2013
- «Як дівчинка Женя образила Веню». Проза. Казки. З перекладом польською мовою. 2018 року.
- «А ви чувак, товаришу капітан» // Альманах 1. Російська спілка письменників, Саратовське регіональне відділення, — Саратов. 2017.
- «Мозолі». // Альманах 1. Російська спілка письменників, Саратовське регіональне відділення, — Саратов. 2017.
- «Казка про Машу та манну кашу». — Москва: Апріорі-прес.2019. — 12 с. — (Казки дідуся Фелікса)
- «Казки про свинок». — Москва: Апріорі-прес. 2019. — 12 с. — (Казки дідуся Фелікса)
- «Казки про шкідливих дівчат». — Москва: Апріорі-прес. 2019. — 64 с.
- «Оберіг рудого розбійника». — Москва: Руда, 2020
- «Нові Казки про шкідливих дівчат» — Москва: Руда, 2020
- «Принцеса Ізольда та її ляльки» — Москва: Руда, 2020
- «Літаючий кішкозавр Мітька» — Москва: Руда, 2020

Вірші
- Новорічна абетка // вірші. — Саратов: Задира-Плюс. 2014. — 12 с. — (Світ у фарбах).
- Автоазбука//вірші. — Саратов: Задира-Плюс. 2014. — 12 с. — (Світ у фарбах).
- Абетка автомобільна / / вірші. — Саратов: Задира-Плюс. 2014. — 12 с. — (Світ у фарбах).
- Абетка Діда Мороза // вірші. — Саратов: Задира-Плюс. 2014. — 12 с. — (Світ у фарбах).
- Абетка молока // вірші. — Саратов: Задира-Плюс. 2014. — 12 с. — (Світ у фарбах).
- Абетка домового / / вірші. — Саратов: Задира-Плюс. 2015. — 12 с. — (Світ у фарбах).
- Полунична абетка // вірші. — Саратов: Задира-Плюс. 2015. — 12 с. — (Світ у фарбах).
- Ковбої//вірші. — Саратов: Задира-Плюс. 2015. — 12 с. — (Світ у фарбах).
- Пірати//вірші. — Саратов: Задира-Плюс. 2015. — 12 с. — (Світ у фарбах).
- Шоколадна абетка // вірші. — Саратов: Задира-Плюс. 2015. — 12 с. — (Світ у фарбах).
- Абетка Баби Яги: вірші. — Саратов: Задира-Плюс. 2015. — 12 с. — (Світ у фарбах).
- Матрьошки. У 2х ч. / / Вірші. — Саратов: Задира-Плюс. 2016. — 12 с. — (Світ у фарбах).
- Абетка цирку. У 3-х ч. // вірші. — Саратов: Задира-Плюс. 2017. — 12 с. — (Світ у фарбах).
- Абетка Біробіджан // вірші. — Саратов: Задира-Плюс. 2017. — 64 с.
- Дай лапу, людина//вірші. — Москва: Апріорі-прес, 2019. — 48 с.
- Ось такі свинки. — Москва: Апріорі-прес. 2019. — 12 с. — (Казки дідуся Фелікса)